# 원덕상
원덕상(元悳常, 일본식 이름: 元村肇모토무라 하지메, 1883년 11월 7일 ~ 1961년 3월 15일)은 일제강점기의 의사 겸 금융인, 기업인이며 일제 강점기 중반 경기도 도평의회 의원과 경성부 부협의회 의원에 출마하여 당선되었고, 조선총독부 중추원 참의도 지냈다. 본적은 서울특별시 종로구 안국동이다. 원응상, 원은상의 동생이고 원훈상의 형이다.

## 생애

### 초기 활동
선공감감역을 지낸 원세형(元世亨)의 아들로 출생하였다. 그의 가계는 고려 중기에 우시랑을 지낸 시중공 원익겸의 24대 손이고, 조선 효종 때의 정승 원두표(元斗杓)의 9대손이었다. 원응상, 원은상은 그의 형이고, 원훈상은 그의 동생이었다. 본적은 충청남도 아산군 배방면 중리였으나 아버지 원세형의 관직 부임으로 한성부로 이주하고, 그가 태어났다.
한성부 안국방 출신으로 일본에 유학하여 1912년에 지바 대학 전신인 지바 의학전문학교를 졸업하였다. 이후 경성부에 덕제의원(德濟醫院)을 개업하고 의사로 일했다. 1923년에 음독 환자를 방치해 의료 사고를 내는 등 의사로서의 태도는 의심을 받기도 했다. 그러나 경성 지역의 유지로는 활발한 활동을 펼쳤다.

### 사회 운동
1920년에 경기도 도평의회 평의원에 출마하여 당선된 것을 시작으로, 경성부 부협의회(京城府府協議會) 의원 등에 출마하여 당선되었고, 경성상공회의소 특별평의원, 금융제도조사위원, 조선생명보험회사 전무취체역, 서울종로금융조합 조합장, 경성상공회의소 부회두, 금융조합연합회 감사, 금융제도조사위원 등 여러 직책을 거쳤다. 위생 시설 시찰을 위해 일본 및 만주를 순시한 일도 있다.
1926년 2월 18일 이완용후작 장례식 장의역원을 정할 때, 장의위원회 회장자접시원(會葬者接侍員)의 한 사람으로 진행에 참여했다.
1927년에는 중추원 참의로 발탁되었다. 중추원 참의로 있던 1935년에 총독부가 편찬한 《조선공로자명감》에 353명의 공로자 중 한 명으로 기재되어 있다. 1935년 무렵에는 산림회(山林會) 및 도시연구회(都市硏究會) 상임간사, 조선생명보험주식회사(朝鮮生命保險株式會社)의 전무이사, 종로금융조합 조합장 등을 겸했다. 이후 태평양 전쟁이 종전된 1945년까지 약 18년 동안 중추원 참의로 재직했다.
원응상은 젊은 나이부터 장기간 중추원 참의를 지냈던 만큼 조선총독부에 적극적으로 협력하는 활동을 했다. 1920년대부터 조선산림회 이사를 맡고 조선불교단, 조선구락부, 동민회, 조선대아세아협회 등에 가담하였으며, 태평양 전쟁 시기에도 국민정신총동원조선연맹, 국민총력조선연맹, 조선임전보국단 등 각종 전쟁지원 단체에 빠짐없이 참여하는 등 두드러지는 행적을 보였다. 민영휘와 함께 경기도 애국기헌납기성회를 발기하여 군용기 헌납 운동을 주도하기도 했다.

### 해방 이후
태평양 전쟁 종전 후 중추원 참의에서 파면되었다. 그러나 경기도지사 고문, 금융조합협회 감사, 경기도 의원 등을 지냈다.
미군정 하에서 조선생명보험주식회사 사장으로 취임 하였고, 서울 지역 유지이자 기업인으로 계속 활동하였다. 1949년에 출간된 《대한민국인사록》에는, "경성의 명사 중의 명사"라는 설명과 함께 "의사 출신으로 생각되지 않을 정도로 사업계에 탁월한 식견과 수완을 가진 사람"이라는 인물평이 실려 있다.
1949년 반민족행위처벌법에 따라 반민특위에 잠시 체포된 일이 있으나, 기소유예로 풀려났다. 같은 중추원 참의 출신으로서 이때 역시 기소유예 처분으로 석방된 현준호와는 동서 사이라는 설이 있다.

## 사후
2002년 발표된 친일파 708인 명단의 중추원과 기타 부문, 2008년 공개된 민족문제연구소의 친일인명사전 수록예정자 명단의 중추원과 친일단체 부문에 포함되었다. 2009년 친일반민족행위진상규명위원회가 발표한 친일반민족행위 705인 명단에도 포함되었다.

## 가족 관계
- 아버지 : 원세형(元世亨, 1849년 ~ ?)
  - 형 : 원응상(元應常, 1869년 8월 20일 ~ 1958년 8월 20일)
  - 형 : 원은상(元殷常, 1874년 2월 27일 ~ ?)
  - 동생 : 원훈상(元勛常, 일본식 이름: 元村重盛, 1881년 ~ ?)
- 부인 : ?
  - 아들 : 원용관(元容寬, 1911년 ~ ?)

## 같이 보기
- 조선총독부 중추원
- 조선생명보험주식회사

## 참고자료
- 원덕상(元悳常) - 국사편찬위원회